# Eleron-3
Eleron-3 – rosyjski bezzałogowy statek powietrzny (UAV – ang. unmanned aerial vehicle) przeznaczony do prowadzenia bliskiego rozpoznania.

## Historia
Dron został opracowany i skonstruowany przez firmę Eniks SA (ros. ЗАО «ЭНИКС») z Kazania, oblotu dokonano w 2005 r. W latach 2010–2011 konstrukcja wzięła udział w testach porównawczych rosyjskich systemów bezzałogowych i została dopuszczona do dalszych badań. Na wyposażenie armii Federacji Rosyjskiej został przyjęty w 2013 r., jednakże informacje o przekazywaniu armii większych ilości egzemplarzy produkowanych seryjnie pochodzą dopiero z maja 2018 r. W 2018 r. dron został również zaprezentowany podczas zawodów załóg dronów armii rosyjskiej.
Jest przeznaczony do rozpoznania na szczeblu taktycznym, stanowi wyposażenie oddziałów lądowych. Ma zdolność autonomicznego lotu po zadanej trasie z wykorzystaniem nawigacji GLONASS/GPS oraz automatycznego powrotu do miejsca lądowania. Operator może w każdej chwili przejąć pełną kontrolę nad dronem. W zależności od przewidywanych zadań oraz warunków pogodowych może przenosić stabilizowaną żyroskopowo kamerę pracującą w paśmie widzialnym lub w zakresie podczerwieni. Pozwala to operatorowi w czasie rzeczywistym rozpoznawać naziemne obiekty, ustalać ich współrzędne geograficzne oraz je fotografować i filmować. W zależności od ukształtowania terenu dron może prowadzić rozpoznanie, w kontakcie z operatorem, na dystansie do 25 km. W trybie pełnej autonomii, w trakcie przelotu po zaprogramowanej trasie, może wykonać lot na dystansie do 50 km. Dron stanowi część systemu obsługiwanego przez trzech żołnierzy, który składa się z naziemnej stacji kontroli z blokiem antenowym, urządzenia startowego (automatycznego lub ręcznego) oraz dwóch bezzałogowych statków powietrznych. Dron może być również przenoszony przez jednego żołnierza w specjalnym pojemniku i operować z wykorzystaniem przenośnej konsoli sterującej. Na czas transportu zewnętrzne części skrzydeł są składane aby zmniejszyć rozpiętość urządzenia.
Dron Eleron-3SW stanowił podstawę do opracowania wersji rozwojowej oznaczonej jako Eleron-5. Pomimo pozytywnej oceny, wyrażonej przez wojsko rosyjskie, do produkcji seryjnej nie doszło a doświadczenia konstrukcyjne wykorzystano do modyfikacji drona Eleron-3SW.

## Konstrukcja
Dron zbudowany jest w układzie latającego skrzydła. Jest wyposażony do dodatkowe powierzchnie sterowe osadzone wzdłuż krawędzi spływu płata. W przedniej części kadłuba znajduje się podwieszony układ optyczny mający możliwość obrotu o 360°. W tylnej części kadłuba znajduje się silnik elektryczny, który napędza dwułopatowe śmigło w układzie pchającym. Start drona następuje z prowadnicy o napędzie gumowym lub pneumatycznym, lądowanie z wykorzystaniem spadochronu.

## Wersje
Dron jest opracowany w następujących wariantach:
- Eleron-3 – wersja podstawowa,
- Eleron-3SW – wersja przeznaczona dla sił lądowych armii rosyjskiej,
- Eleron-B – wersja eksportowa.

Na bazie drona Eleron-3SW została opracowana nowa konstrukcja nosząca oznaczenie Eleron-7.

## Użycie bojowe
Pierwsze doniesienia o bojowym zastosowaniu drona pochodzą z 2015 r. W rejonie Donbasu armia separatystów korygowała za jego pomocą ogień artylerii. Siłom zbrojnym Ukrainy udało się zestrzelić jeden egzemplarz w 2019 r. i poddać go badaniu technicznemu. Również w 2015 r. udział drona w działaniach bojowych został potwierdzony na terenie Syrii. W rejonie wsi Arafit rozbił się Eleron-3SV udostępniony armii syryjskiej, co zostało udokumentowane zdjęciami opublikowanymi w Internecie.
Podczas konfliktu rosyjsko-ukraińskiego armia Federacji Rosyjskiej, do 29 kwietnia 2022 r., straciła sześć egzemplarzy tego drona.